# Хунцзян
Хунцзян (кит. спр. 洪江市, піньїнь: Hóngjiāng Shì) — місто-повіт в південнокитайській провінції Хунань, складова міста Хуайхуа.

## Географія
Хунцзян лежить у центрі префектури на річці Юань (басейн Янцзи).

### Клімат
Місто знаходиться у зоні, котра характеризується вологим субтропічним кліматом. Найтепліший місяць — липень із середньою температурою 27.1 °C (80.8 °F). Найхолодніший місяць — січень, із середньою температурою 4.9 °С (40.8 °F).
| Клімат Хунцзяна         | Клімат Хунцзяна | Клімат Хунцзяна | Клімат Хунцзяна | Клімат Хунцзяна | Клімат Хунцзяна | Клімат Хунцзяна | Клімат Хунцзяна | Клімат Хунцзяна | Клімат Хунцзяна | Клімат Хунцзяна | Клімат Хунцзяна | Клімат Хунцзяна | Клімат Хунцзяна |
| Показник                | Січ.            | Лют.            | Бер.            | Квіт.           | Трав.           | Черв.           | Лип.            | Серп.           | Вер.            | Жовт.           | Лист.           | Груд.           | Рік             |
| Середня температура, °C | 4,9             | 6,1             | 10,6            | 16,4            | 21,1            | 24,3            | 27,1            | 26,8            | 23              | 17,6            | 12,1            | 7,1             | 16,4            |
| Норма опадів, мм        | 51.3            | 63.6            | 94.2            | 177.6           | 225.3           | 206.4           | 117.5           | 130.3           | 74              | 103.1           | 78              | 42.1            | 1363.4          |
| Днів з опадами          | 15,6            | 14,5            | 18,6            | 20,1            | 19              | 16,8            | 12,5            | 13              | 10,2            | 14,6            | 14,8            | 14,2            | 183,9           |
| Вологість повітря, %    | 75.3            | 77.4            | 78.2            | 78.7            | 79.3            | 80              | 75.5            | 75.1            | 73.9            | 75.7            | 76.5            | 74.6            | 76.7            |
| ----------------------- | --------------- | --------------- | --------------- | --------------- | --------------- | --------------- | --------------- | --------------- | --------------- | --------------- | --------------- | --------------- | --------------- |
| Джерело: Weatherbase    |                 |                 |                 |                 |                 |                 |                 |                 |                 |                 |                 |                 |                 |